# Dimitar Berbatov
Dimitar Ivanov Berbatov (bolgárul: Димитар Иванов Бербатов; Blagoevgrad, 1981. január 30. –)  bolgár labdarúgó.
Hazájában ötször megválasztották az év labdarúgójának, ezzel beállította Hriszto Sztoicskov rekordját.

## Személyes információk
Édesapja, Ivan szintén profi labdarúgó volt a helyi csapatnál, a Pirin Blagoevgrad-nál, édesanyja, Margarita pedig profi kézilabdázó. 
Fiatalon az AC Milan szurkolója volt, és a csapat sztárjához, Marco van Basten-hez szeretett volna hasonlítani. Az 1996-os angliai Európa-bajnokságon az akkor 15 éves fiú új példaképet talált magának Alan Shearer személyében. Berbatovnak ezután a Newcastle lett a kedvenc csapata, és Shearer 9-es számú Newcastle-mezében aludt. Angolul A keresztapa filmekből tanult meg. A labdarúgáson kívül a rajzolás és a kosárlabdázás a hobbija. Kedvenc filmje A sebhelyesarcú.

## Pályafutása
Pályafutása a helyi klubnál, a Pirin Blagoevgrad-nál kezdődött, és ott is folytatódott egészen addig, amíg Dimitar Penev fel nem figyelt rá. A játékosért cserébe 2000 fontot, és -bármennyire is hihetetlen,- 20 pár cipőt fizetett a CSZKA Szófia.

### CSZKA Szófia
Csupán 17 évesen szerződött az egyik legsikeresebb bolgár klubhoz, a CSZKA Szófiához. Itt 1998 és 2001 január közt játszott, és 18 évesen debütált az 1998–1999-es szezonban. 
A következő évben szerzett magának 'nagy nevet', mikor 14 gólt lőtt 27 meccsen, és megnyerték a bolgár kupát 1999-ben. Ennek ellenére Berbatov mégsem alakított ki jó kapcsolatot a szurkolókkal. Döntő mérkőzéseken helyzeteket hagyott ki. Jó példa erre 2000 májusa, mikor a CSZKA elvesztette a bajnoki címet a rivális Levszki Szófia ellen.

### Bayer Leverkusen
2001 januárjában a Bayer Leverkusenhez igazolt. Itt gyengén kezdett, csupán 16 gólt lőtt 67 meccs alatt. Részt vehetett a Bajnokok Ligájában is, ahol a Leverkusen a Lyon-on és a Liverpool-on keresztül jutott a döntőbe. Itt 38 perc után léphetett pályára csereként, és többször is veszélyeztette a Real Madrid kapuját.
A 2002–2003-as Bundesliga szezonban Berbatov megalapozta a helyét a kezdőcsapatban, és első számú csatár lett. Először a 2003–2004-es szezonban kezdett csak igazán 'tündökölni', amikor is 24 mérkőzés alatt szerzett 16 gólt.
A következő 2 szezon alatt egyre csak "erősödött"; 46 gólt lőtt, ebből 5-öt a Bajnokok Ligájában. Ezzel kivívta csapatok érdeklődését szerte Európában.

### Tottenham Hotspur

#### 2006–2007
2006 májusában Berbatov csatlakozott az angol bajnoksághoz  a Tottenham Hotspur révén, ahova 16 millió euróért, azaz 10.9 millió fontért érkezett. Így ő lett a történelem legdrágább bolgár focistája. 
Első Tottenham meccsén 2 gólt lőtt 2 perc alatt a Birmingham City ellen egy szezon előtti barátságos meccsen.
Berbatov első Tottenham Hotspur-beli bajnoki gólját a Sheffield United ellen szerezte a White Hart Lane-en. Jó csatárpárost alakítottak ki Robbie Keane-nel az UEFA-kupában, ahol a Spurs elbukott a Sevillával szemben a negyeddöntőben. 
Berbatov ezután megszilárdította a helyét a kezdőcsapatban, és első számú csatár lett. 5 gólt szerzett 4 meccsen az UEFA-kupa csoportkörében, a Beşiktaş és a Club Brugge elleni teljesítményéért két "meccs játékosa" elismerést is szerzett.
Az UEFA-kupában mutatott remek teljesítménye ellenére a játékosnak kellett egy kis idő, amíg hozzászokott az angol bajnoksághoz, és meg tudta csillogtatni a Leverkusen-nél megszokott formáját. A Wigan ellen ez olyannyira sikerült neki, hogy a Tottenham 3–1-es győzelmének egyik gólját ő szerezte, a másik kettőt pedig előkészítette. 
2006. december 9-én Berbatov először tudott duplázni a Premiershipben a Charlton Athletic ellen. A Spurs nyert 5–1-re. Az FA-kupában a Fulham FC elleni találkozón a második félidőben ment fel a pályára csereként és szintén 2 gólt lőtt. Első idegenbeli gólját a Premier League-ben a Goodison Park-ban szerezte az Everton ellen. A Spurs nyert 2–1-re.
2007. február 25-én megszerezte a "Meccs játékosa" elismerést a Bolton elleni 4–1-es győzelemért, és a mérkőzésen nyújtott teljesítményéért.  
Áprilisban csapattársával, Robbie Keane-nel megnyerte az FA Premier League Hónap Játékosa díjat. Így az Arsenal-os Dennis Bergkamp és Edu (2004 februári győztesek) után ők az első játékosok, akik párosban osztoznak ezen a díjon.
A Tottenham 2006–2007-es szezonjának századik gólját is ő szerezte a 2–0-s Charlton Athletic feletti győzelem első találatával 2007. május 7-én.
Berbatov a 2006–2007-es szezont 33 meccsel és 12 góllal zárta az angol bajnokságban, ezen kívül 11-szer készített elő gólt.
2006–2007-ben megnyerte a Tottenham Hotspur Szezon Játékosa díjat. A Premier League PFA Szezon Csapatában is helyet kapott; egyike volt annak a 3 játékosnak, akik az összeállított tizenegyben nem Manchester United játékosok voltak. (A másik két játékos a Chelsea-s Didier Drogba és a Liverpool-os Steven Gerrard.)
A szezon végén sok feltevés született, hogy Berbatov esetleg fontmilliókért átigazol a Manchester United-hez vagy a Chelsea-hez. Berbatov ügynöke az angol sajtónak elárulta, a vörös ördögök menedzserének, Sir Alex Ferguson-nak tervei vannak a bolgár csatárral, és kész ajánlatot is tenni neki. A Manchester azonban cáfolta ezeket a híreszteléseket. A Tottenham képviselői azt nyilatkozták, a klubnak esze ágában sincs eladni a gólerős játékost. Berbatov novemberben az új edző, Juande Ramos érkezése után nyilvánosan is kijelentette, hogy nagyon boldog a Tottenham-nél.

#### 2007–2008
A szezon nem éppen kezdődött sikeresen a bolgár számára. Először csupán a 8. fordulóban volt eredményes az Aston Villa elleni 4–4-gyel záruló mérkőzésen. Ő rúgta a meccs első gólját a 20. percben, majd a bajnokságban két egymást követő fordulóban (17. és 18.) is betalált az ellenfél (Portsmouth és Arsenal) kapujába idegenben. A 20. fordulóban 2007. december 29-én hazai pályán játszott egymással a Spurs és a Reading. A mérkőzés 10 gólt eredményezett, 6–4-gyel nyert a Tottenham. A Spurs 6 gólja közül négyet Berbatov szerzett. Ez volt a játékos első mesternégyese. A 2008-as évben több mérkőzésen mentett góljával pontot a csapatnak, többek közt a Manchester United, a Chelsea, a Blackburn és a Wigan ellen. (A mérkőzések a Chelsea elleni kivételével 1–1-re végződtek.)
Az UEFA-kupában első szezonbeli gólját november 8-án a Hapóél Tel-Aviv ellen szerezte, majd az Aalborg és az Anderlecht ellen is gólt szerzett, utóbbit tizenegyesből. A PSV Eindhoven elleni nyolcaddöntő visszavágóján 2008. március 12-én idegenben szerzett gólt, amivel 1–1 lett az összesített állás, így 30 perces hosszabbítást játszhatott a csapat, végül büntetőkkel búcsúzott a Spurs a kupától.
2008. január 5-én az új FA-kupa-szezonban is bemutatkozott: a Tottenham ismét a Reading-gel találkozott, Berbatov 2 gólt rúgott. A találkozó 2–2-es döntetlennel ért véget, a visszavágót a Reading otthonában rendezték január 15-én.
Első angol kupadöntőjét 2008. február 24-én játszotta az angol ligakupában a Chelsea ellen az újjáépített Wembley stadionban. Berbatov büntetőt értékesített, a Tottenham 2–1-re megnyerte a kupát. A másik gólszerző Jonathan Woodgate volt.
A szezont végül csapattársához, Robbie Keane-hez hasonlóan 15 bajnoki, összesen pedig 23 góllal zárta.

### Manchester United

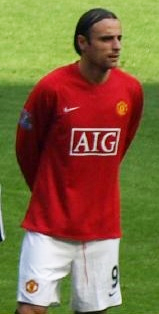
Berbatov a Manchester Unitedben

Miután a 2008-as nyár folyamán a két csapat nem tudott megegyezni egymással a játékos átigazolásáról, Berbatov az átigazolási időszak utolsó napján, 2008. szeptember 1-jén váltott klubot. A Manchester United 30.75 millió fontot fizetett a csatárért, valamint Fraizer Campbell, a Manchester játékosa egy évre kölcsönbe került a Tottenham-hez. A Tottenham ugyanezen a napon a Manchester City-től is kapott ajánlatot Berbatovért. Berbatov  négyéves szerződést írt alá a csapatnál, ahol a 9-es mezt kapta. Korábban Louis Saha viselte ezt a számú mezt.
Berbatov első mérkőzését a Liverpool ellen játszotta. A találkozón gólpasszt adott Carlos Téveznek. Első góljait (kettőt) a Manchester United mezében a Bajnokok Ligája csoportkörében szerezte az Aalborg BK ellen idegenben 2008. szeptember 30-án. A bajnokságban először 2008. október 18-án volt eredményes a West Bromwich Albion ellen. Október 21-én ismét duplázni tudott a Bajnokok Ligájában hazai pályán a Celtic ellen.

### PAÓK
2015. szeptember 2-án kétéves szerződést írt alá a görög PAÓK csapatával.   2016. június 10-én, egy szezon követően felbontották a szerződését.

### Kerala Blasters
Berbatovnak több mint egy évig nem volt csapata, majd 2017 augusztus 23-án aláírt az Indiai Szuperligában szereplő Kerala Blastershöz.

#### A válogatottban
Berbatov a bolgár válogatott játékosa és csapatkapitánya. 1999-ben mutatkozott be a válogatottban, első mérkőzését Görögország ellen játszotta 1999. november 17-én.
Szerepelt a 2004-es labdarúgó-Európa-bajnokságon, ez volt az egyetlen nagy válogatott torna, amire sikerült eljutnia.
Az UEFA 2008-as Eb kiírás selejtezőiben összesen ötször talált be a kapuba.
- Fehéroroszország ellen, 2007. június 2. (2 gól; 28.46.)
- Luxemburg ellen, 2007. szeptember 12.  (2 gól; 27.28.)
- Albánia ellen, 2007. október 17. (87.)

(Az utolsó számok a percet jelzik)
A bolgár válogatott végül nem jutott ki a bajnokságra.

## Statisztika
Frissítve: 2009. január 9.
| Csapat            | Szezon | Bajnokság | Bajnokság | Kupa    | Kupa  | UEFA    | UEFA  | Összesen | Összesen |
| Csapat            | Szezon | Meccsek   | Gólok     | Meccsek | Gólok | Meccsek | Gólok | Meccsek  | Gólok    |
| ----------------- | ------ | --------- | --------- | ------- | ----- | ------- | ----- | -------- | -------- |
| CSKA Sofia        | 98-99  | 11        | 3         | 5       | 3     | 0       | 0     | 16       | 6        |
| CSKA Sofia        | 99-00  | 27        | 14        | 4       | 2     | 2       | 0     | 33       | 16       |
| CSKA Sofia        | 00-01  | 12        | 8         | 0       | 0     | 4       | 7     | 16       | 15       |
| Össz.             |        | 50        | 25        | 9       | 5     | 6       | 7     | 65       | 37       |
| Bayer Leverkusen  | 00-01  | 6         | 0         | 0       | 0     | 0       | 0     | 6        | 0        |
| Bayer Leverkusen  | 01-02  | 24        | 8         | 6       | 6     | 11      | 2     | 41       | 15       |
| Bayer Leverkusen  | 02-03  | 24        | 4         | 0       | 0     | 7       | 2     | 31       | 6        |
| Bayer Leverkusen  | 03-04  | 33        | 16        | 3       | 3     | 0       | 0     | 35       | 19       |
| Bayer Leverkusen  | 04-05  | 33        | 20        | 1       | 1     | 10      | 5     | 43       | 26       |
| Bayer Leverkusen  | 05-06  | 34        | 21        | 2       | 3     | 2       | 0     | 38       | 24       |
| Össz.             |        | 154       | 69        | 12      | 13    | 30      | 9     | 194      | 90       |
| Tottenham Hotspur | 06-07  | 33        | 12        | 8       | 4     | 8       | 7     | 49       | 23       |
| Tottenham Hotspur | 07-08  | 36        | 15        | 8       | 3     | 8       | 5     | 52       | 23       |
| Tottenham Hotspur | 08-09  | 1         | 0         | 0       | 0     | 0       | 0     | 1        | 0        |
| Össz.             |        | 70        | 27        | 16      | 7     | 16      | 12    | 102      | 46       |
| Manchester United | 08-09  | 15        | 3         | 1       | 0     | 3       | 4     | 19       | 7        |
| Össz.             |        | 15        | 3         | 1       | 0     | 3       | 4     | 19       | 7        |
| Összesen          |        | 295       | 123       | 38      | 25    | 54      | 32    | 382      | 180      |

### Nemzetközi góljai
|     | Dátum                | Stadion          | Ellenfél            | Gól | Eredmény  | Kiírás               |
| --- | -------------------- | ---------------- | ------------------- | --- | --------- | -------------------- |
| 1.  | 2000. február 12.    | Valparaíso       | Chile               | 2-3 | Vereség   | Barátságos mérk.     |
| 2.  | 2000. október 11.    | Koppenhága       | Dánia               | 1-1 | Döntetlen | 2002-es vb selejtező |
| 3.  | 2001. március 24.    | Szófia           | Izland              | 2-1 | Győzelem  | 2002-es vb selejtező |
| 4.  | 2001. június 6.      | Reykjavík        | Izland              | 1-1 | Döntetlen | 2002-es vb selejtező |
| 5.  | 2001. szeptember 1.  | La Valletta      | Málta               | 2-0 | Győzelem  | 2002-es vb selejtező |
| 6.  | 2001. szeptember 1.  | La Valletta      | Málta               | 2-0 | Győzelem  | 2002-es vb selejtező |
| 7.  | 2002. augusztus 21.  | Szófia           | Németország         | 2-2 | Döntetlen | Barátságos mérk.     |
| 8.  | 2002. október 12.    | Szófia           | Horvátország        | 2-0 | Győzelem  | 2004-es Eb selejtező |
| 9.  | 2003. április 30.    | Szófia           | Albánia             | 2-0 | Győzelem  | Barátságos mérk.     |
| 10. | 2003. április 30.    | Szófia           | Albánia             | 2-0 | Győzelem  | Barátságos mérk.     |
| 11. | 2003. június 7.      | Szófia           | Belgium             | 2-2 | Döntetlen | 2004-es Eb selejtező |
| 12. | 2003. augusztus 20.  | Szófia           | Litvánia            | 3-0 | Győzelem  | Barátságos mérk.     |
| 13. | 2003. szeptember 6.  | Szófia           | Észtország          | 2-0 | Győzelem  | 2004-es Eb selejtező |
| 14. | 2003. szeptember 10. | Andorra la Vella | Andorra             | 3-0 | Győzelem  | 2004-es Eb selejtező |
| 15. | 2003. szeptember 10. | Andorra la Vella | Andorra             | 3-0 | Győzelem  | 2004-es Eb selejtező |
| 16. | 2004. március 31.    | Szófia           | Oroszország         | 2-2 | Döntetlen | Barátságos mérk.     |
| 17. | 2004. március 31.    | Szófia           | Oroszország         | 2-2 | Döntetlen | Barátságos mérk.     |
| 18. | 2004. április 28.    | Szófia           | Kamerun             | 3-0 | Győzelem  | Barátságos mérk.     |
| 19. | 2004. április 28.    | Szófia           | Kamerun             | 3-0 | Győzelem  | Barátságos mérk.     |
| 20. | 2004. szeptember 4.  | Reykjavík        | Izland              | 3-1 | Győzelem  | 2006-os vb selejtező |
| 21. | 2004. szeptember 4.  | Reykjavík        | Izland              | 3-1 | Győzelem  | 2006-os vb selejtező |
| 22. | 2004. október 9.     | Zágráb           | Horvátország        | 2-2 | Döntetlen | 2006-os vb selejtező |
| 23. | 2004. október 13.    | Szófia           | Málta               | 4-1 | Győzelem  | 2006-os vb selejtező |
| 24. | 2004. október 13.    | Szófia           | Málta               | 4-1 | Győzelem  | 2006-os vb selejtező |
| 25. | 2005. augusztus 17.  | Szófia           | Törökország         | 3-1 | Győzelem  | Barátságos mérk.     |
| 26. | 2005. augusztus 17.  | Szófia           | Törökország         | 3-1 | Győzelem  | Barátságos mérk.     |
| 27. | 2005. szeptember 7.  | Szófia           | Izland              | 3-2 | Győzelem  | 2006-os vb selejtező |
| 28. | 2005. október 8.     | Szófia           | Magyarország        | 2-0 | Győzelem  | 2006-os vb selejtező |
| 29. | 2005. november 12.   | Szófia           | Grúzia              | 6-2 | Győzelem  | Barátságos mérk.     |
| 30. | 2005. november 12.   | Szófia           | Grúzia              | 6-2 | Győzelem  | Barátságos mérk.     |
| 31. | 2005. november 16.   | Houston          | Mexikó              | 3-0 | Győzelem  | Barátságos mérk.     |
| 32. | 2007. február 7.     | Nicosia          | Ciprus              | 3-0 | Győzelem  | Barátságos mérk.     |
| 33. | 2007. február 7.     | Nicosia          | Ciprus              | 3-0 | Győzelem  | Barátságos mérk.     |
| 34. | 2007. június 2.      | Minszk           | Fehéroroszország    | 2-0 | Győzelem  | 2008-as Eb selejtező |
| 35. | 2007. június 2.      | Minszk           | Fehéroroszország    | 2-0 | Győzelem  | 2008-as Eb selejtező |
| 36. | 2007. szeptember 12. | Szófia           | Luxemburg           | 3-0 | Győzelem  | 2008-as Eb selejtező |
| 37. | 2007. szeptember 12. | Szófia           | Luxemburg           | 3-0 | Győzelem  | 2008-as Eb selejtező |
| 38. | 2007. október 17.    | Tirana           | Albánia             | 1-1 | Döntetlen | 2008-as Eb selejtező |
| 39. | 2007. november 21.   | Celje            | Szlovénia           | 2-0 | Győzelem  | 2008-as Eb selejtező |
| 40. | 2008. augusztus 20.  |                  | Bosznia-Hercegovina | 2–1 | Győzelem  | Barátságos mérk.     |
| 41. | 2008. augusztus 20.  |                  | Bosznia-Hercegovina | 2–1 | Győzelem  | Barátságos mérk.     |

## Sikerei, díjai
- CSZKA Szófia
  - Bolgár Kupa győztes 1999
- Bayer Leverkusen
  - Bundesliga ezüstérmes 2002
  - DFB-Pokal ezüstérmes 2002
  - UEFA Bajnokok Ligája ezüstérmes 2002
- Tottenham Hotspur
  - Angol Ligakupa győztes 2008
- Manchester United
  - Premier League győztes 2008–09
  - FIFA-klubvilágbajnokság győztes 2008
  - UEFA Bajnokok Ligája ezüstérmes 2009
  - Angol labdarúgó-ligakupa győztes: 2008-09
  - Community Shield: 2010, 2011
- Egyénileg
  - Az Év Bolgár Labdarúgója 2002, 2004, 2005, 2007, 2008
  - Az Év Bolgár Játékosa a szurkolók szavazatai alapján 2004, 2005, 2006
- Az Év Játékosa a csapattársak szerint 2006–07
- Az Év Játékosa a szurkolók szavazatai alapján 2007
- FA Premier League Hónap Játékosa 2007 április
- PFA Év Csapata 2006–07